# باسکوم (اوهایو)
باسکوم (به انگلیسی: Bascom) یک منطقهٔ مسکونی در ایالات متحده آمریکا است که در شهرستان سنکا، اوهایو واقع شده‌است. باسکوم ۲۳۶ متر بالاتر از سطح دریا واقع شده‌است.